# New Flyer Xcelsior

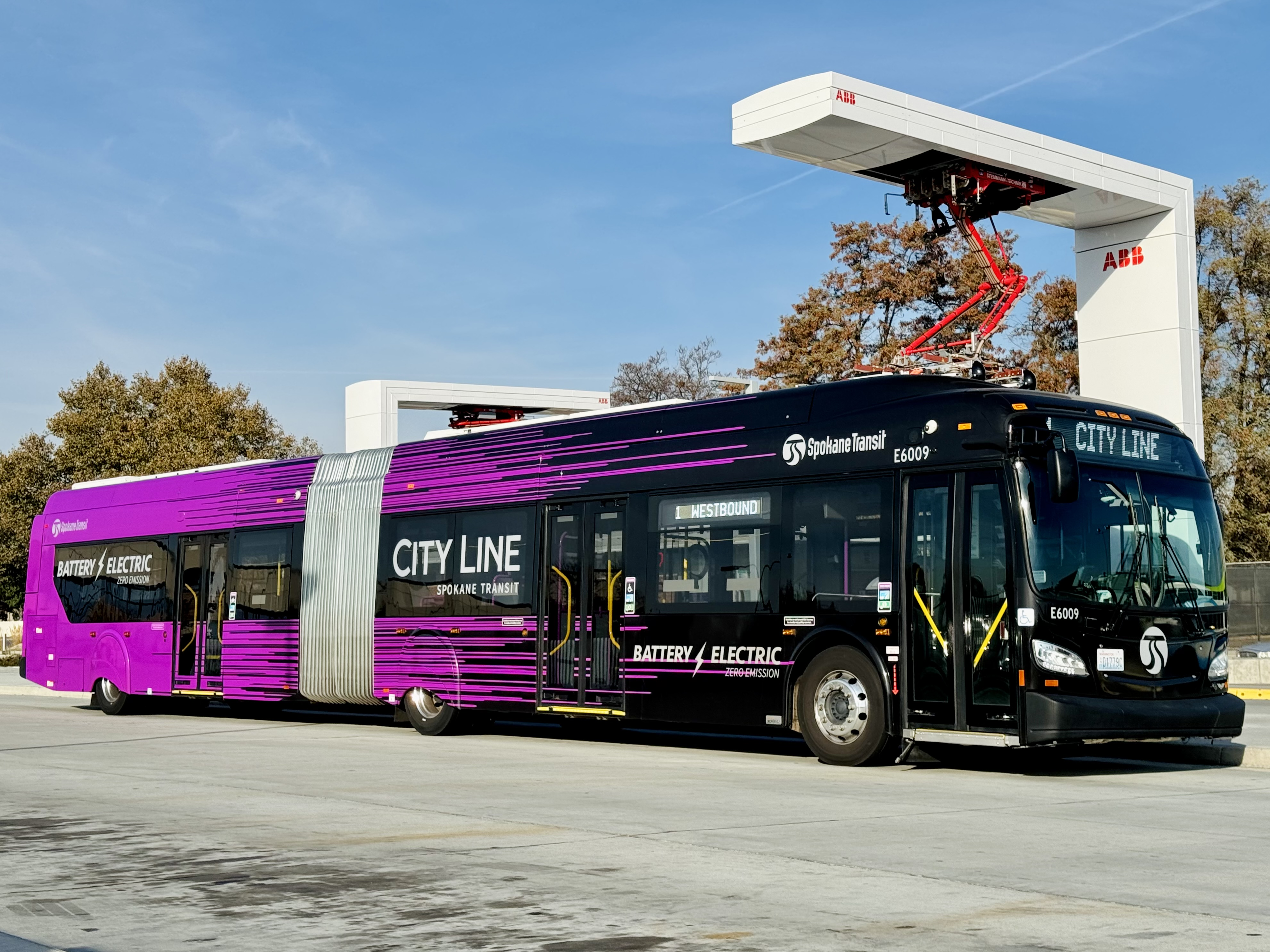
Xcelsior CHARGE

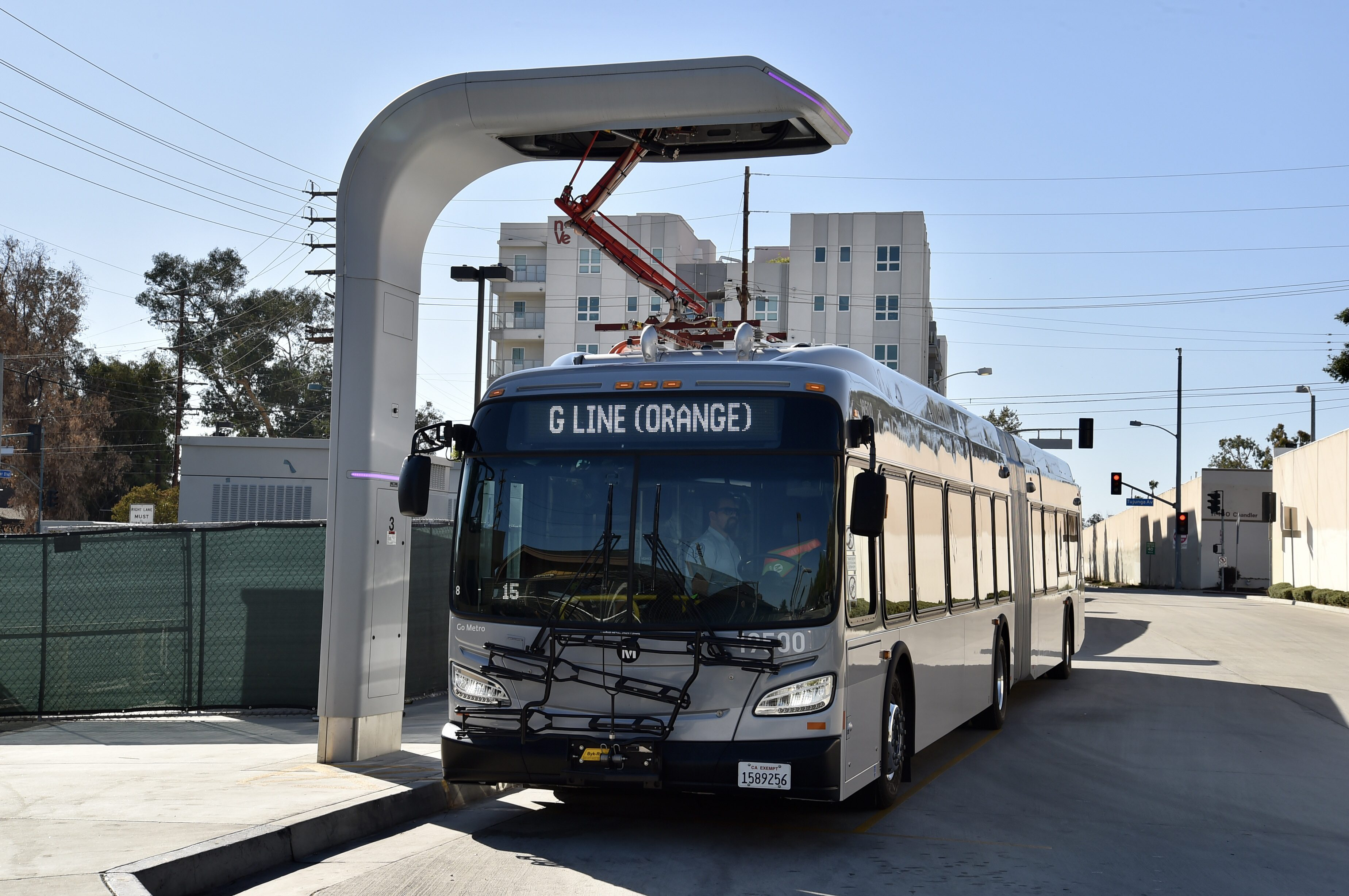
Электробус G Line с зарядным устройством на станции Северный Голливуд

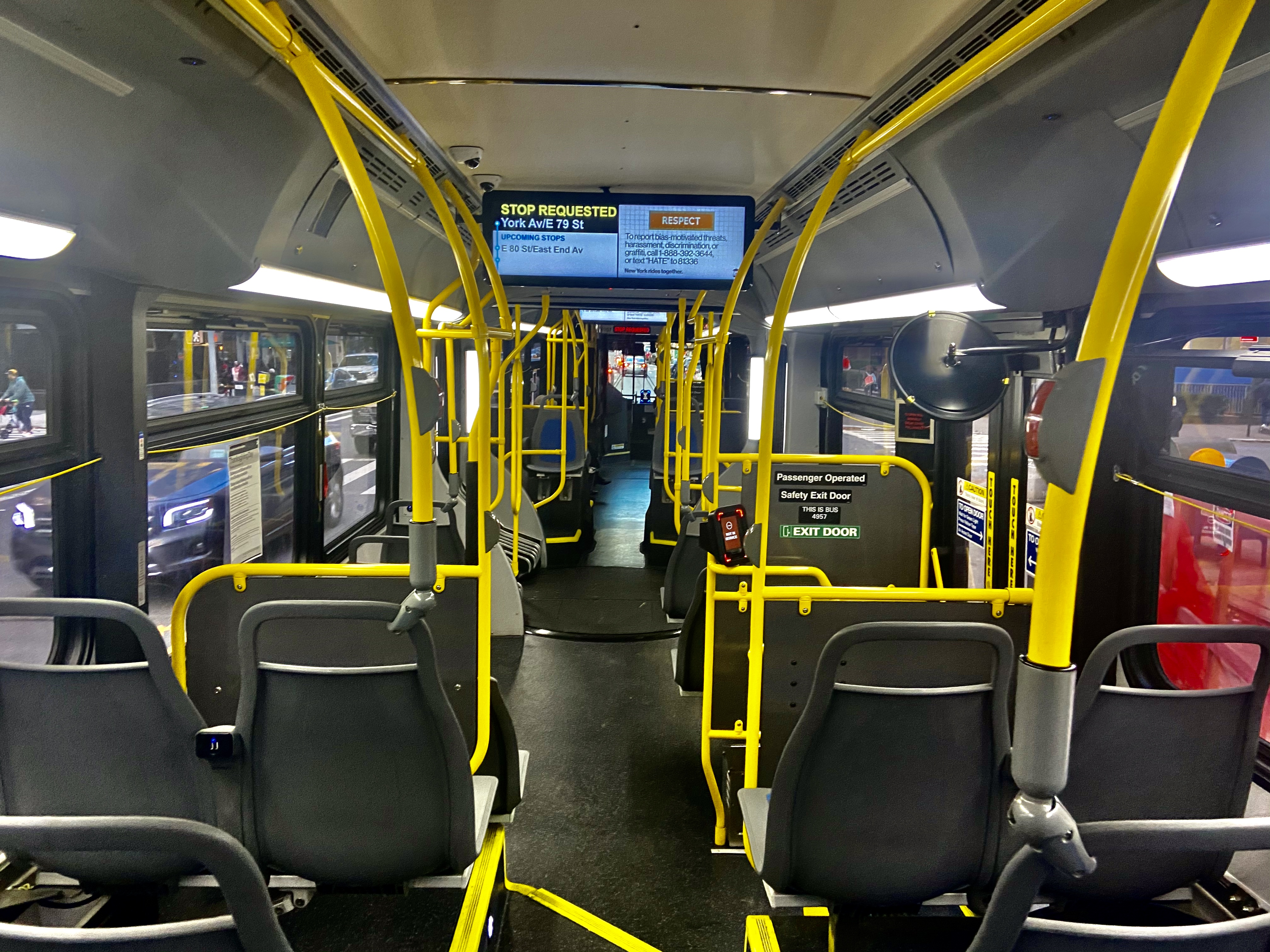
Интерьер XE60

New Flyer Xcelsior — марка городских автобусов длиной 35, 40 и 60 футов, выпускающихся с 2008 года канадской компанией New Flyer Industries.

## Номенклатура
| Модель      | Тип | Длина                                                                             | Поколения                                        |
| ----------- | --- | --------------------------------------------------------------------------------- | ------------------------------------------------ |
| X: Xcelsior | D: дизельный двигатель DE: гибридный автобус E: электробус HE: водоробус N: компримированный природный газ T: троллейбус | 35: 35 футов (11 м) 40: 40 футов (12 м) 60: 60 футов (18 м) (сочленённый автобус) | Н/Д: Оригинальный дизайн NG: Следующие поколения |

## Описание
Впервые New Flyer Xcelsior был представлен в октябре 2008 года на выставке APTA Expo в Сан-Диего. Xcelsior изначально планировалось выпускать как модернизированную версию New Flyer Low Floor, однако в процессе разработки компания заявила, что в итоге спроектировала новый автобус. По сравнению с Low Floor, Xcelsior был на 10% легче, что повысило экономию топлива примерно на 7%.
Автобус также был спроектирован таким образом, чтобы обеспечить гораздо более мощную систему охлаждения и добавить систему SCR, что было необходимо для удовлетворения более строгих требований EPA, которые вступили в силу в 2010 году. Чтобы приспособиться к изменениям, система кондиционирования воздуха компании Thermo King была перемещена из задней части автобуса в место крепления на крыше над передней осью. Компания New Flyer обнаружила, что этот шаг улучшил весовой баланс автобуса, а в сочетании с улучшенной изоляцией способствовал более тихой работе транспортного средства.
Автобус также имел переработанную переднюю часть, бамперы и кожухи крыши, которые также обеспечивали лучшую аэродинамику, а передняя часть улучшала обзор для водителя. На момент запуска Xcelsior имел длину 12 метров и был оснащён двигателем Cummins ISL 280 в паре с АКПП Allison B400 или гибридной трансмиссией Allison EP-40.
Первым троллейбусом в модельном ряду Xcelsior стал XT40, выпуск которого начался в 2014 году. Также выпускаются электробусы:
- Xcelsior CHARGE (с 2014 года)[2][3][4][5]
- XE60
- Xcelsior CHARGE NG[6]
- Xcelsior CHARGE H2
- Xcelsior AV[7][8][9][10]

## Галерея

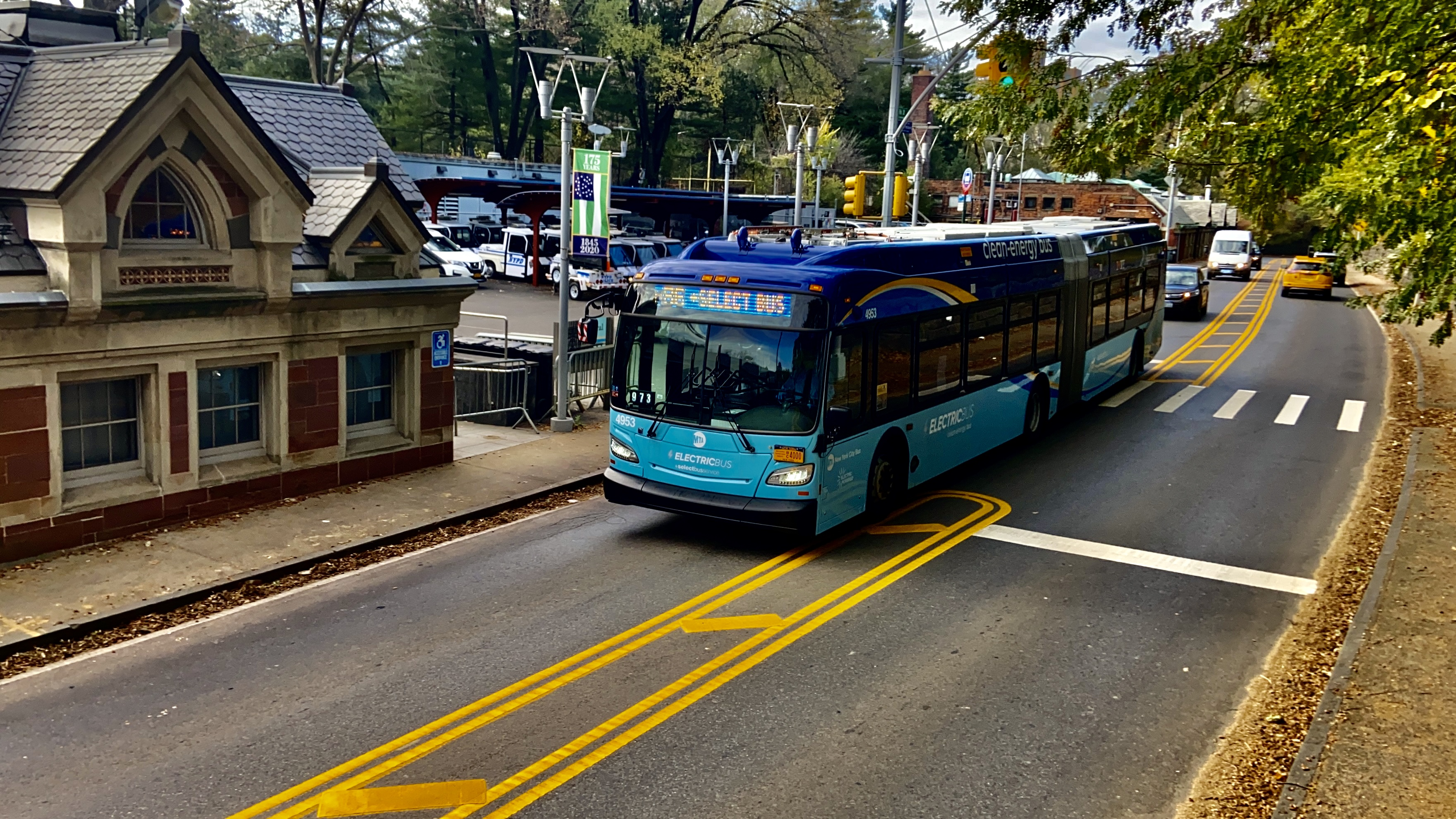
XE60, NYMTA
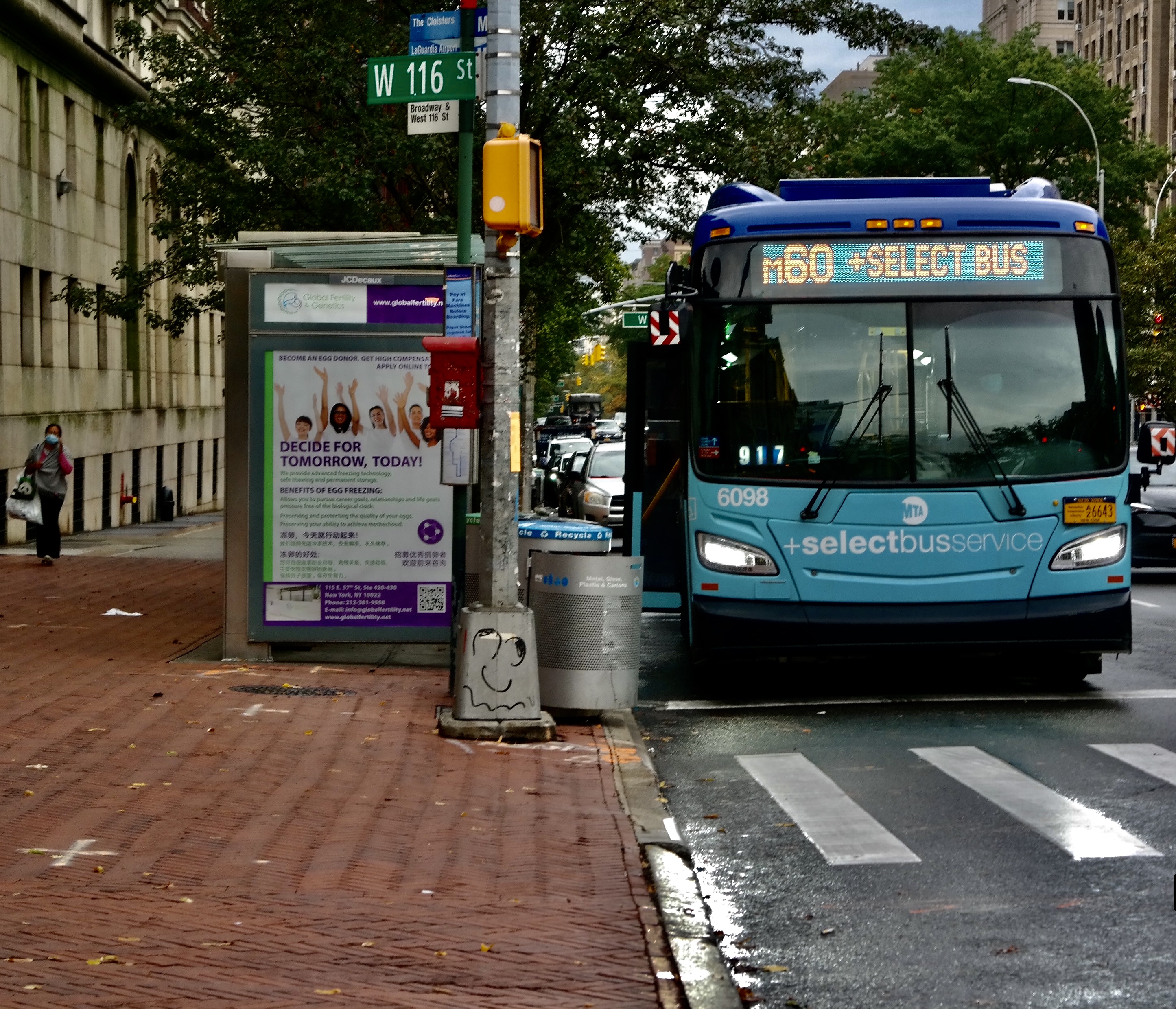
XD60, NYMTA
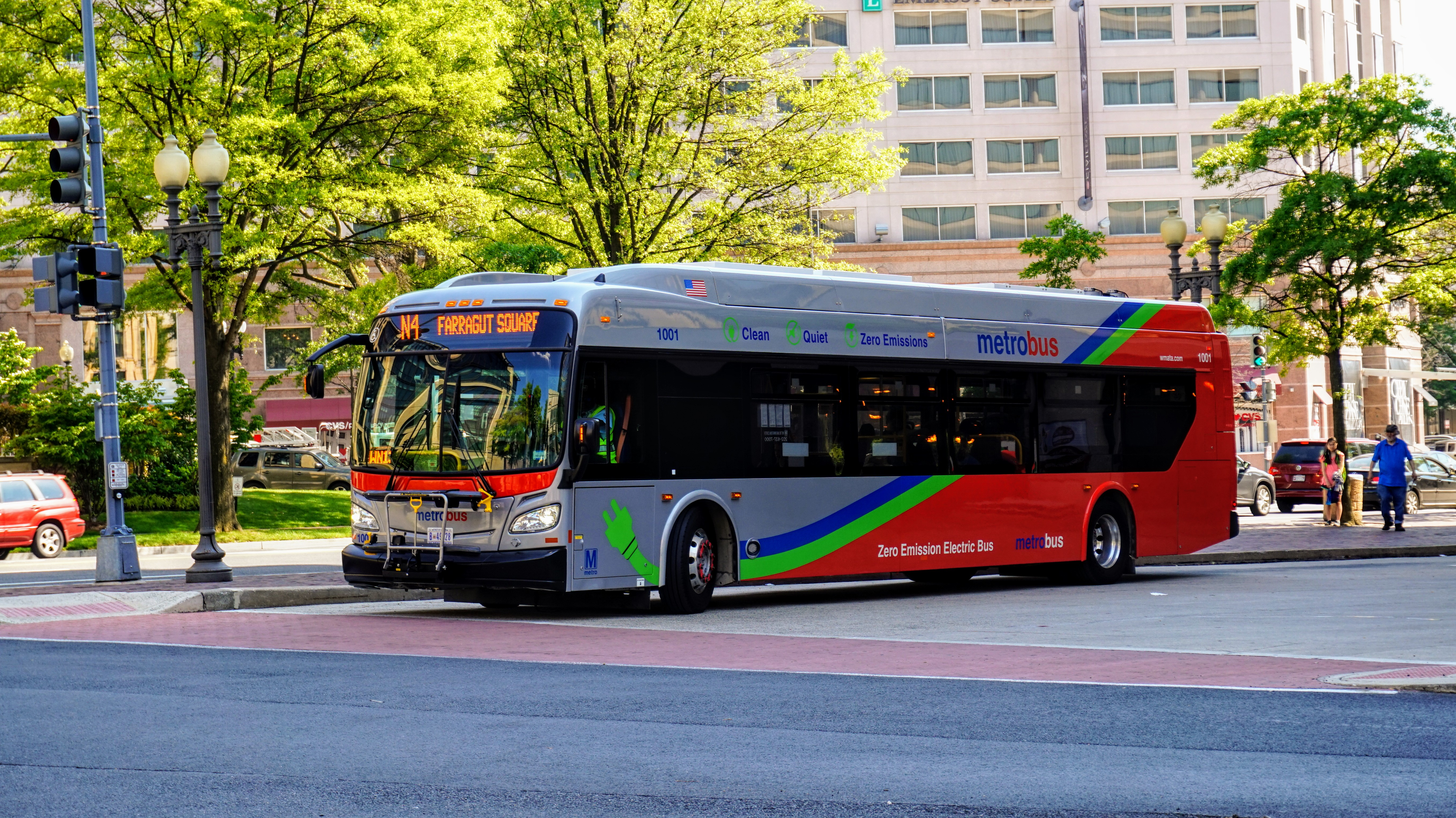
XE40, WMATA Metrobus
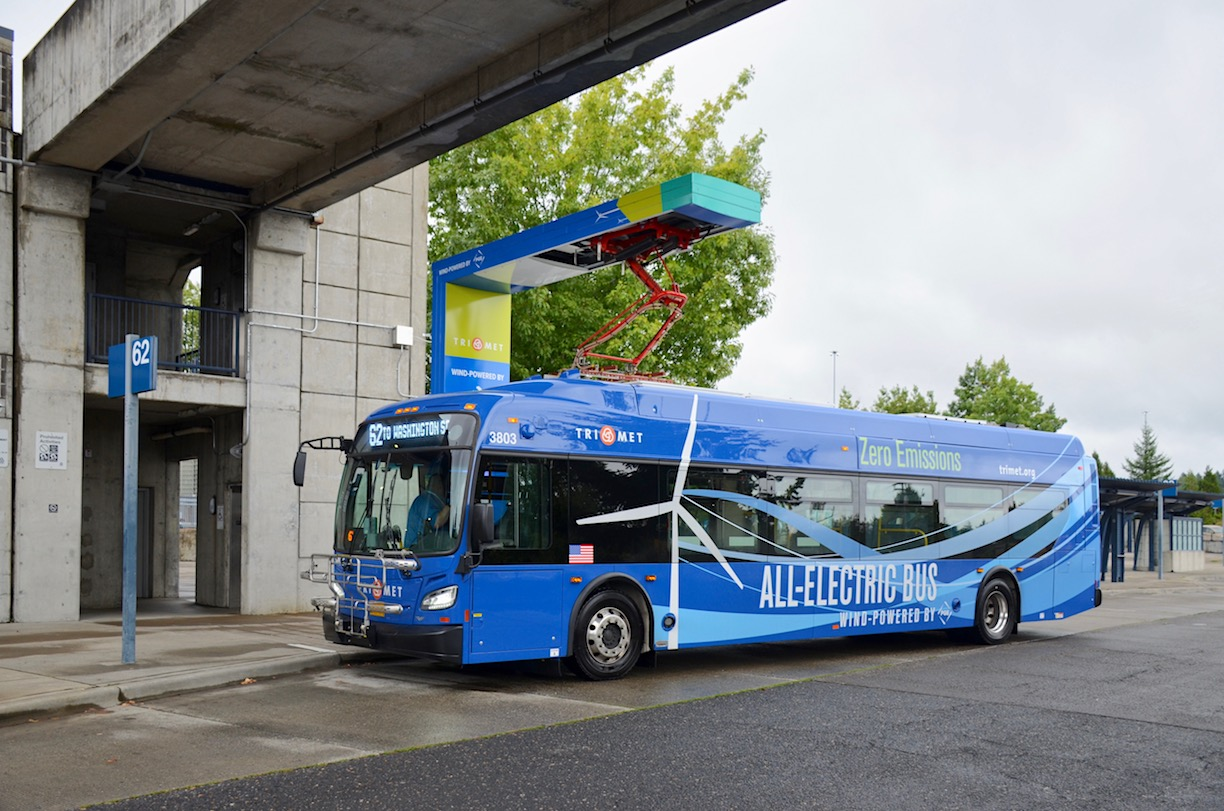
XE40, TriMet
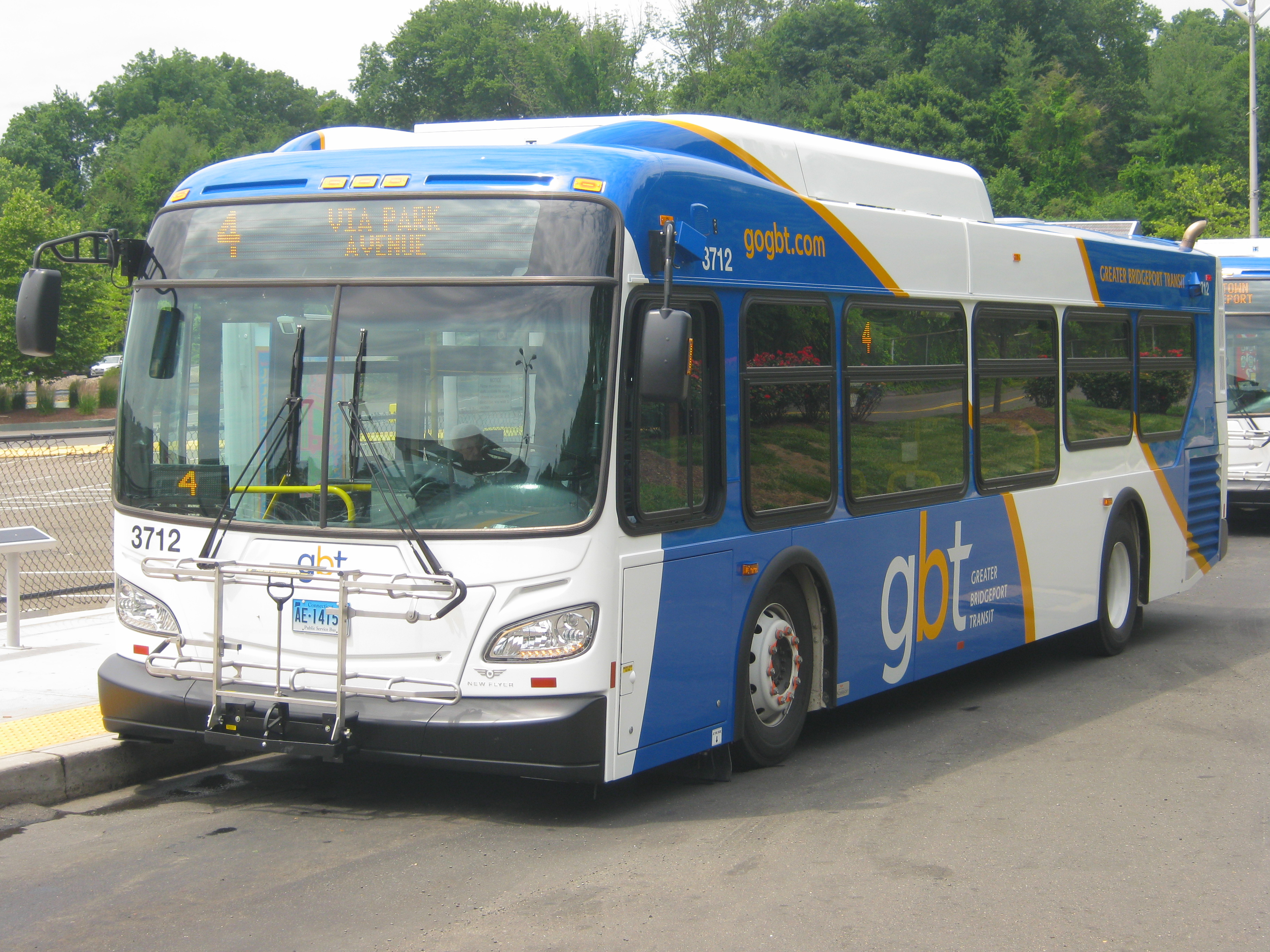
XD35, Greater Bridgeport Transit
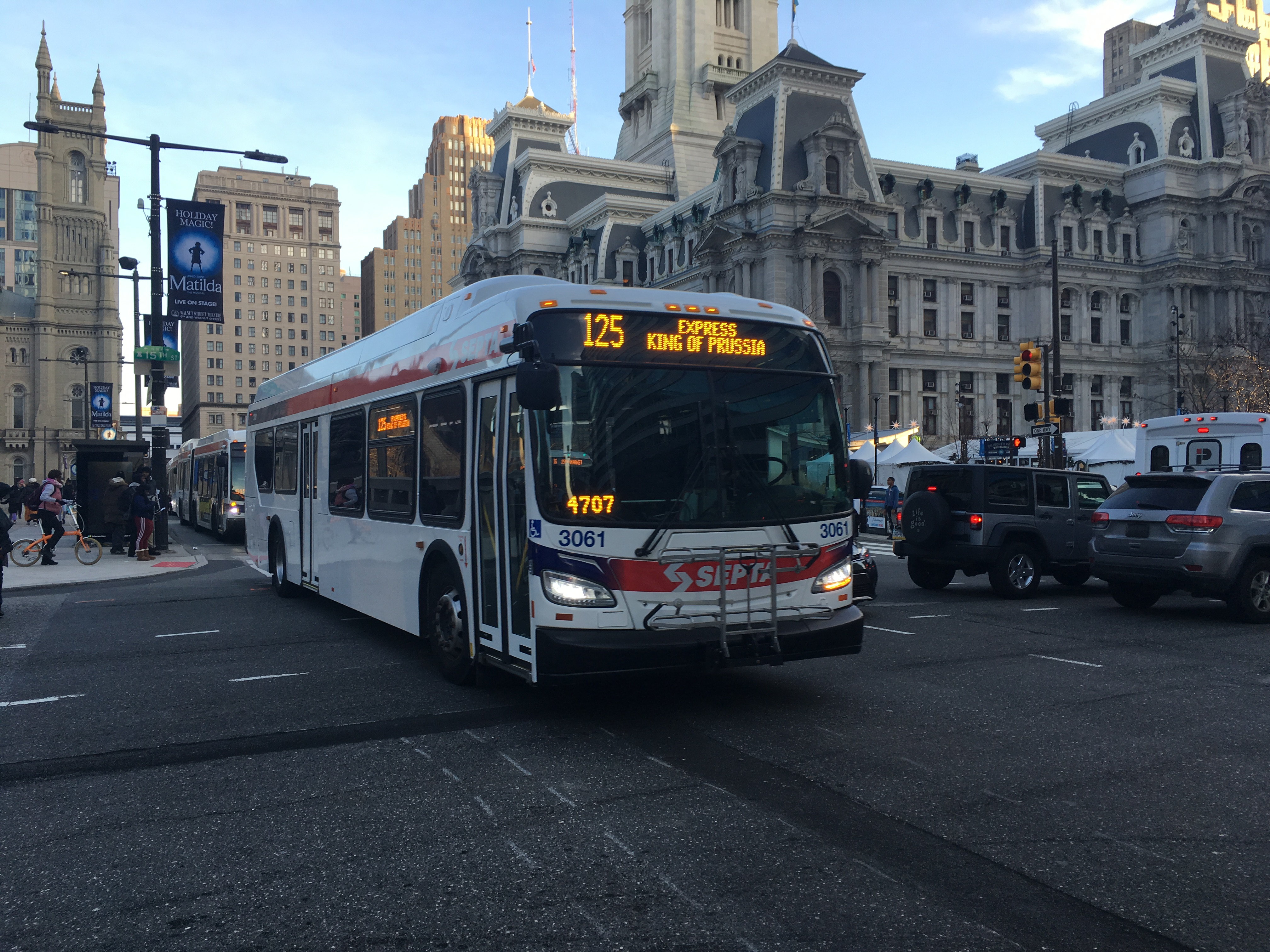
XDE40, SEPTA
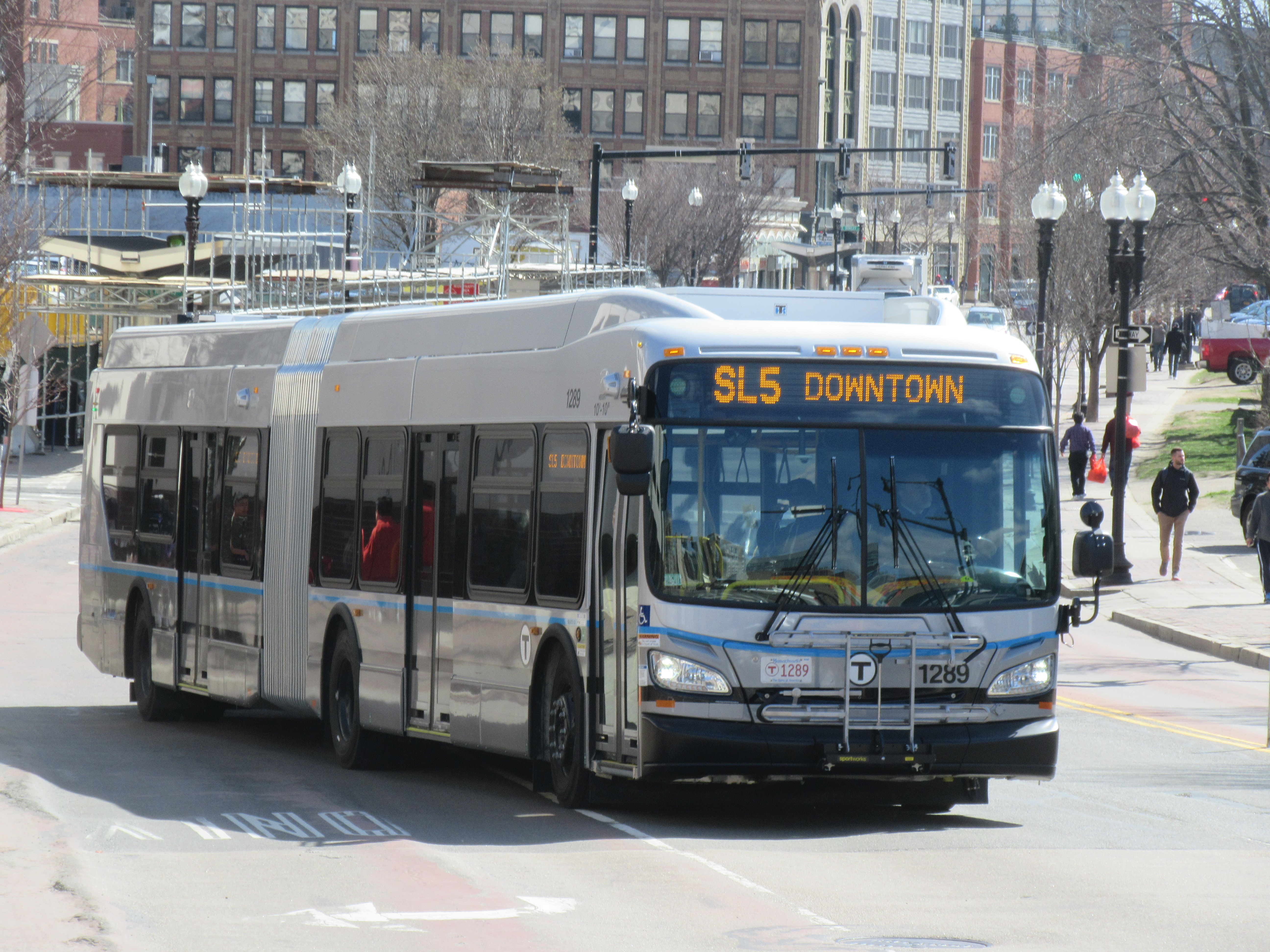
XDE60, MBTA Silver Line
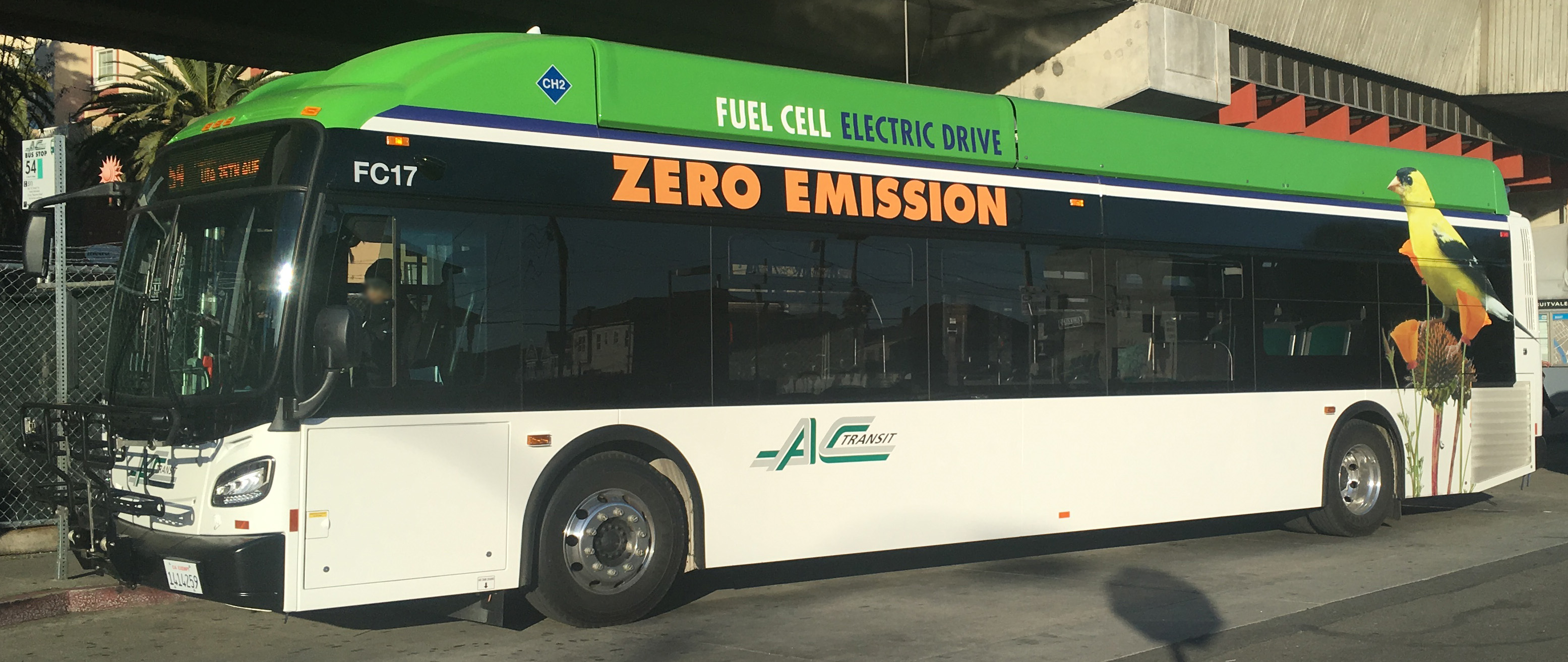
XHE40, AC Transit
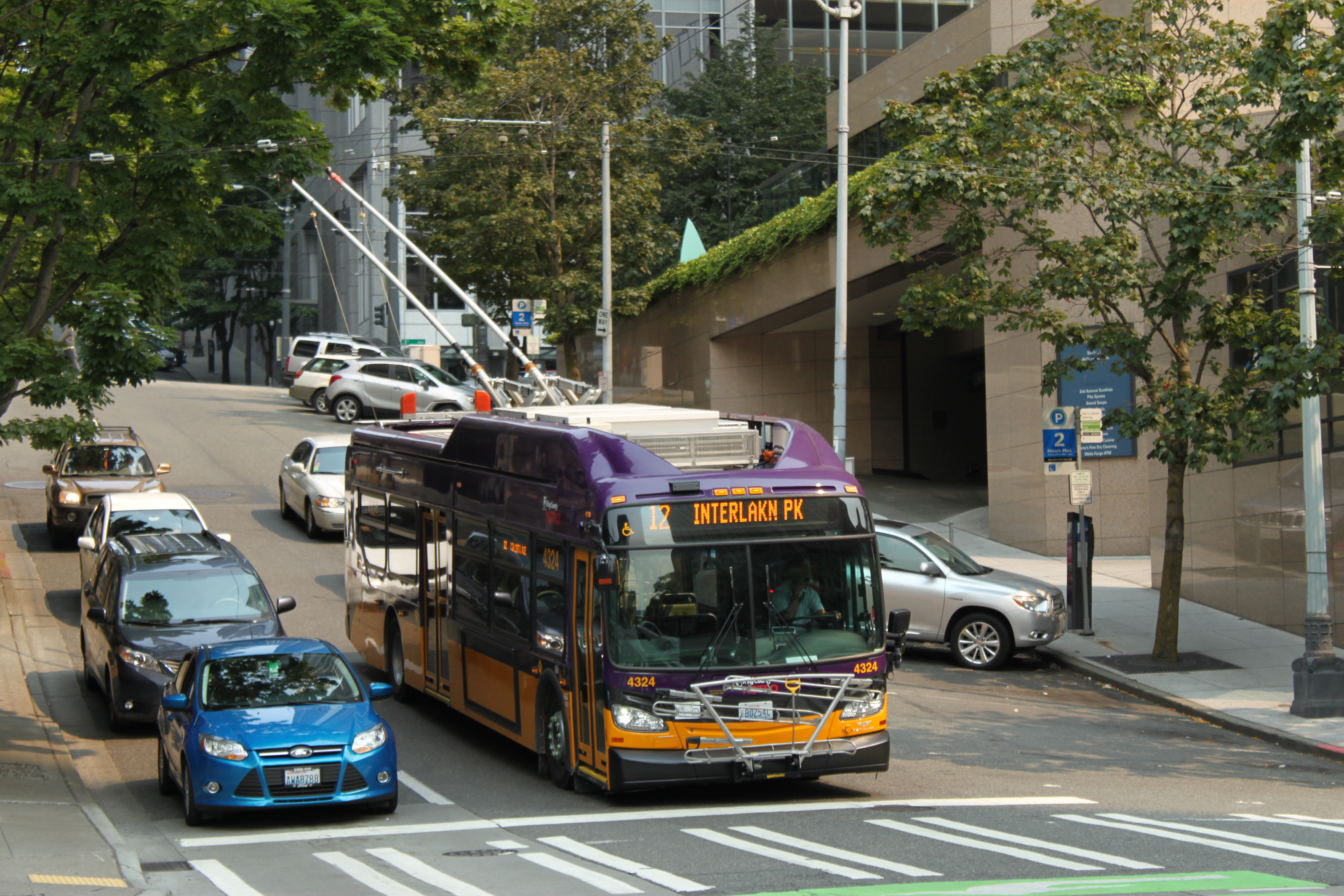
XT40, King County Metro
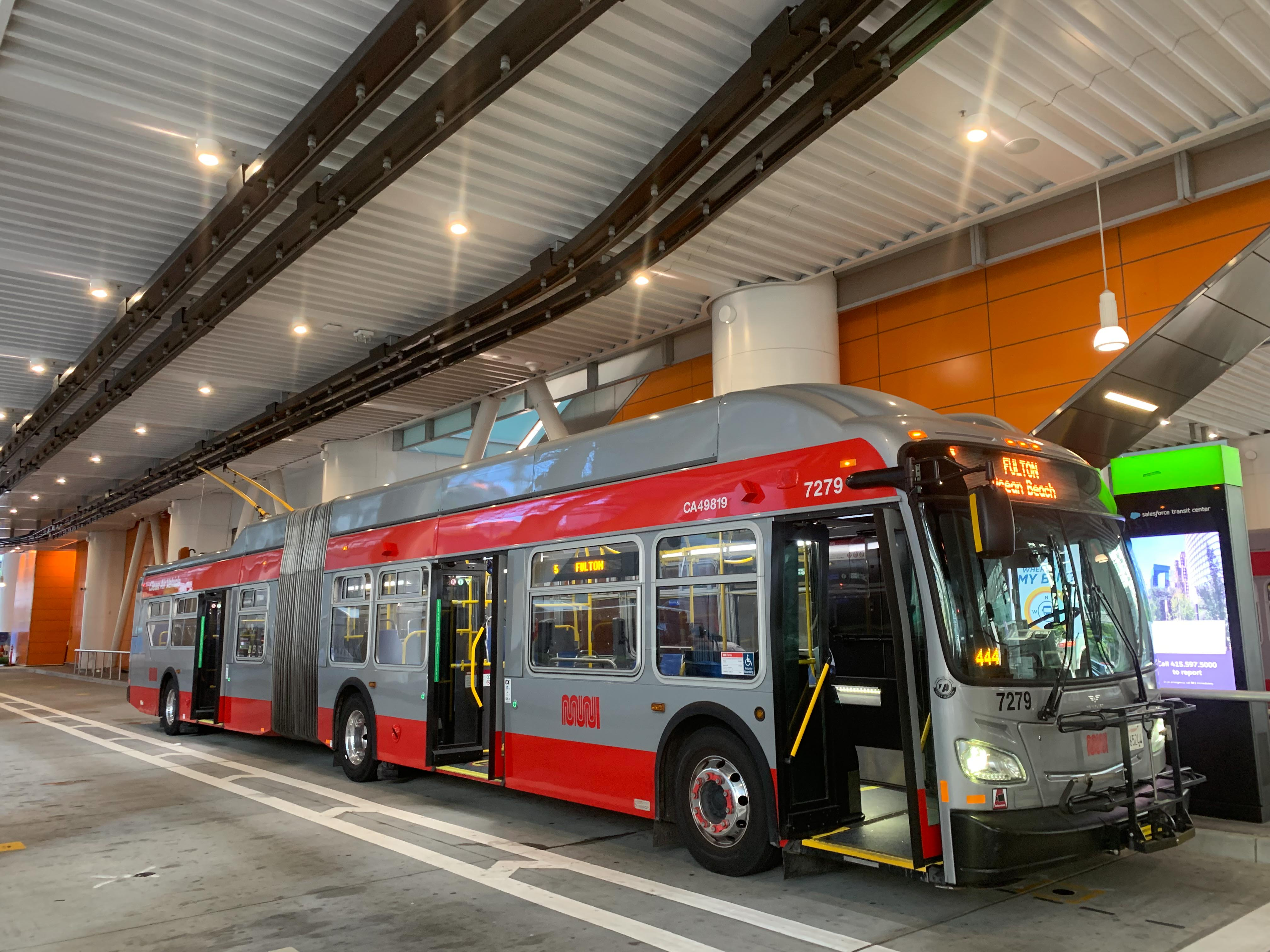
XT60, SF Muni
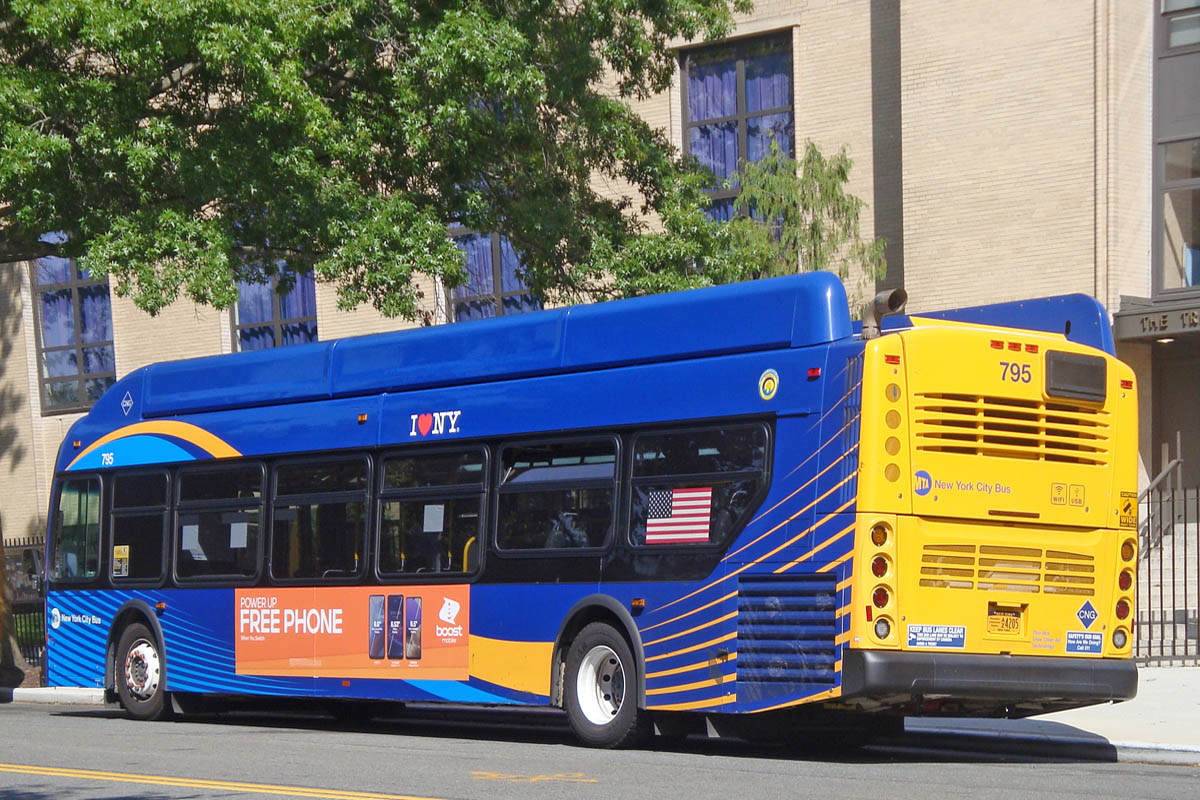
XN40, NYMTA
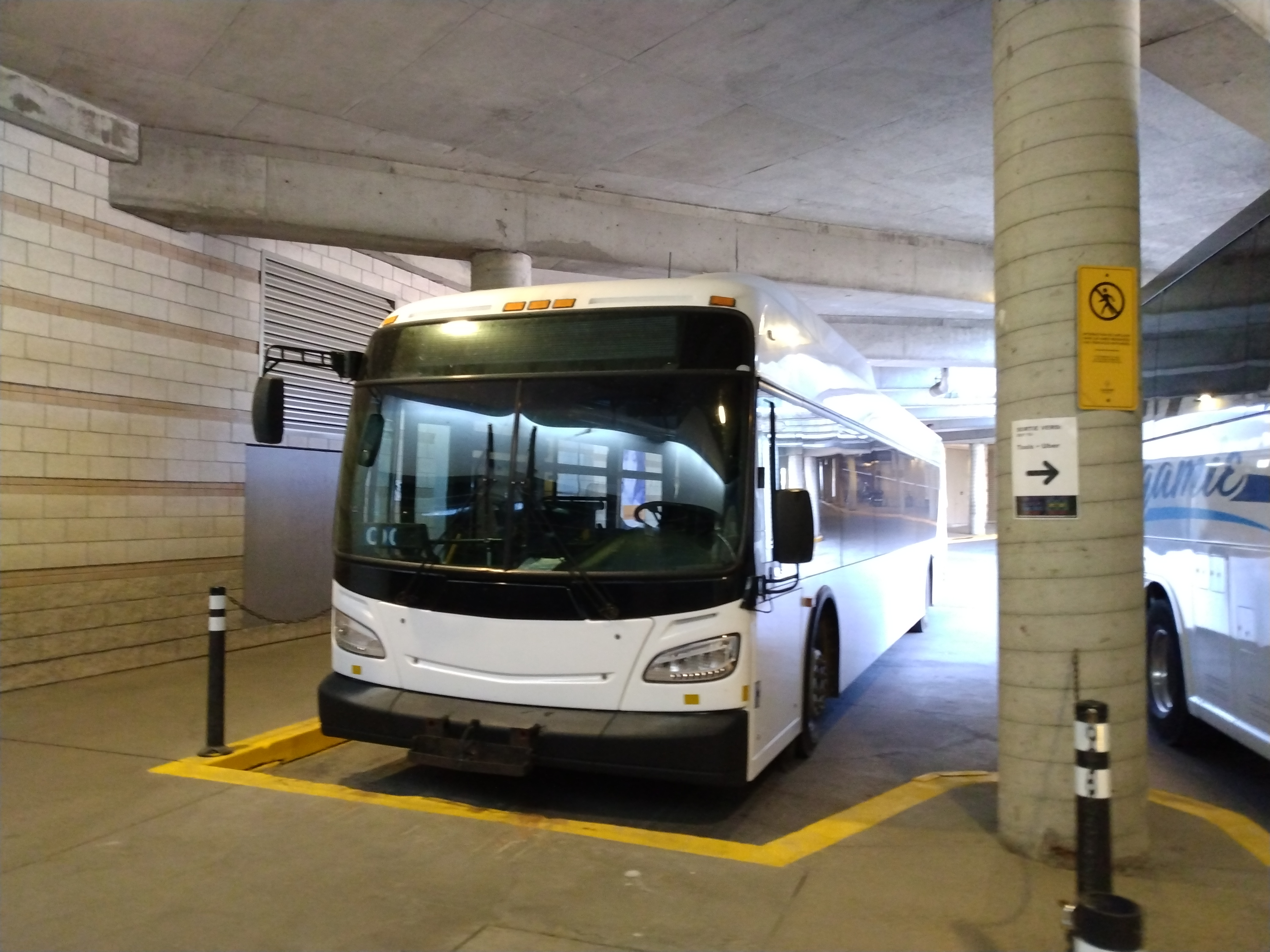
Blank XD40 в Монреале
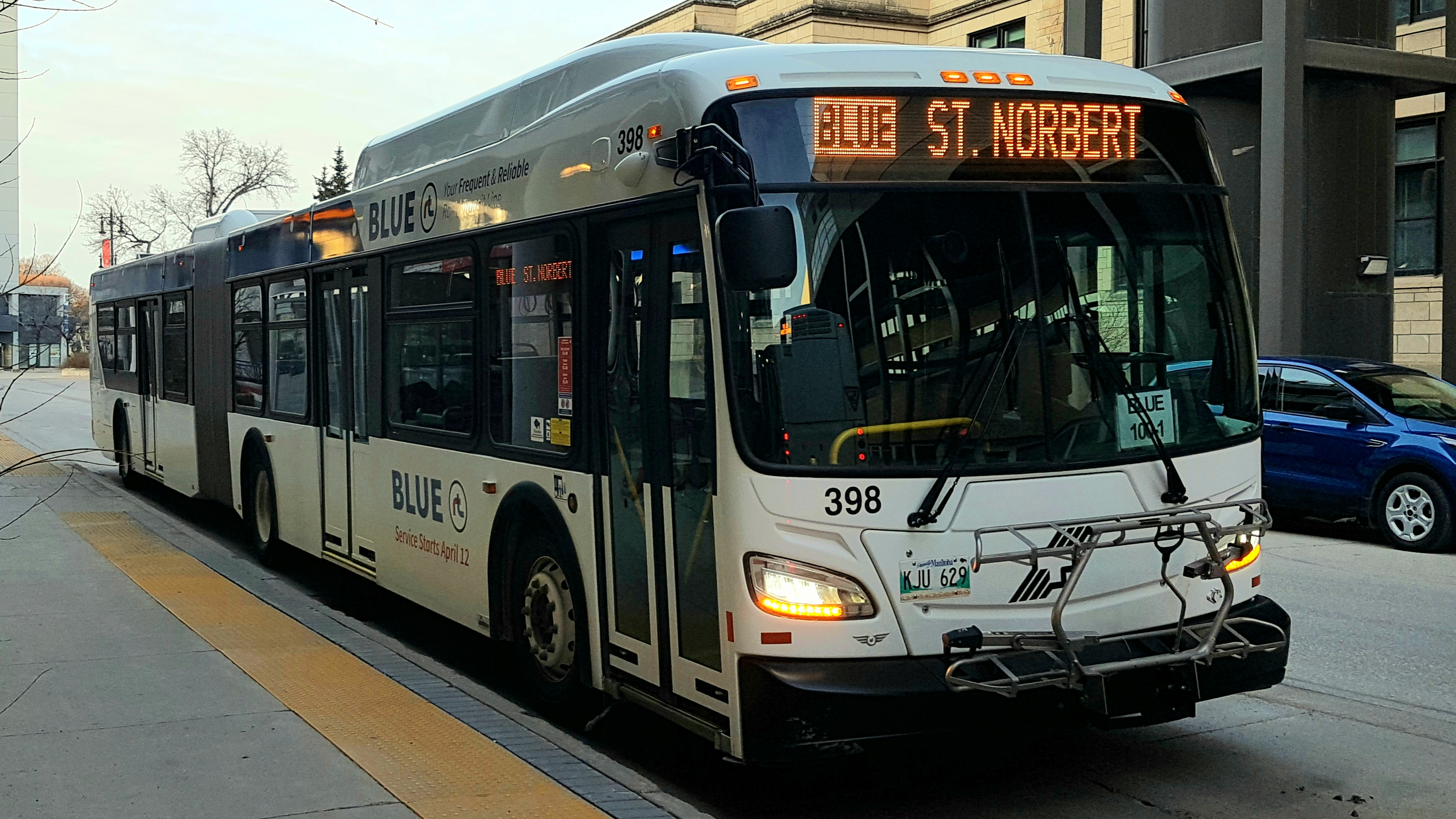
XD60, Winnipeg Transit
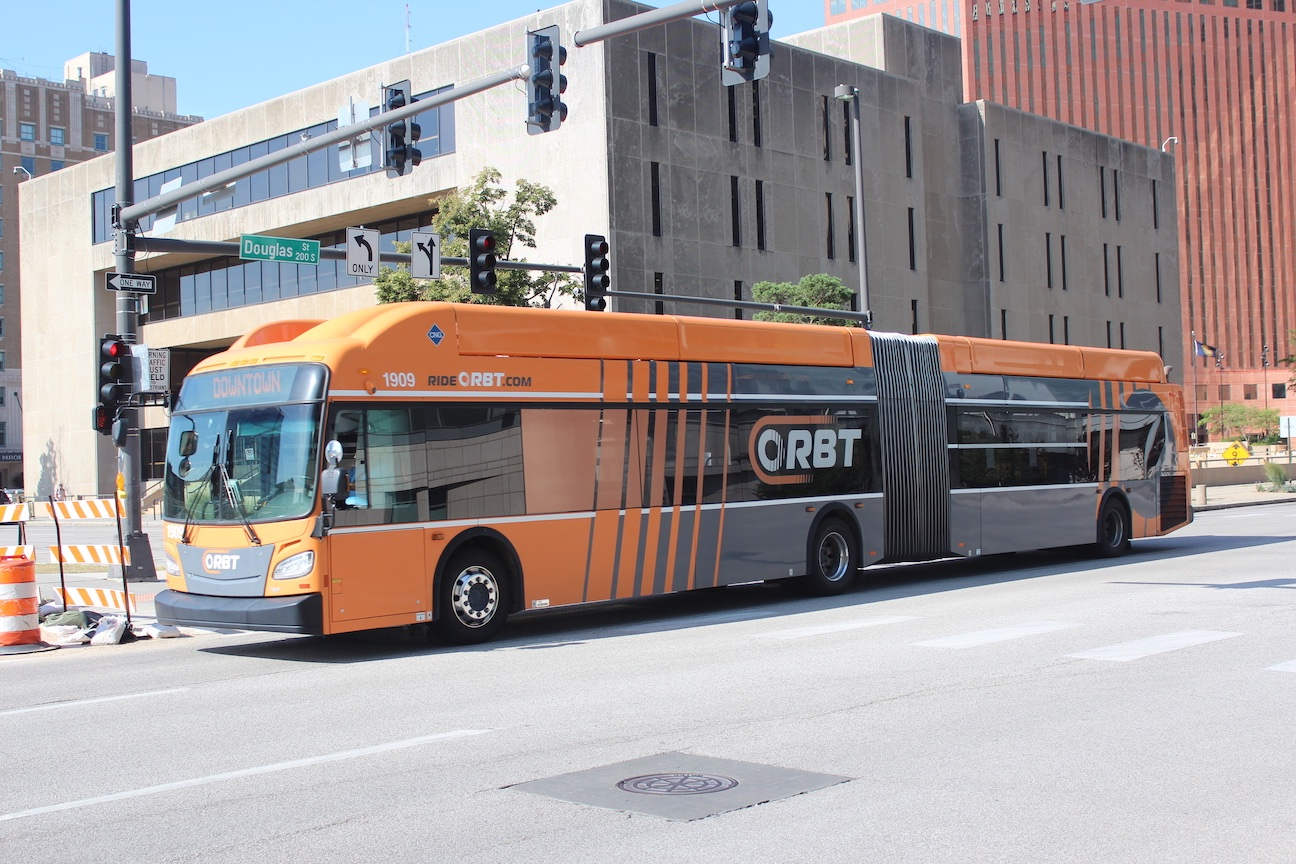
XN60, Metro Transit (Omaha)
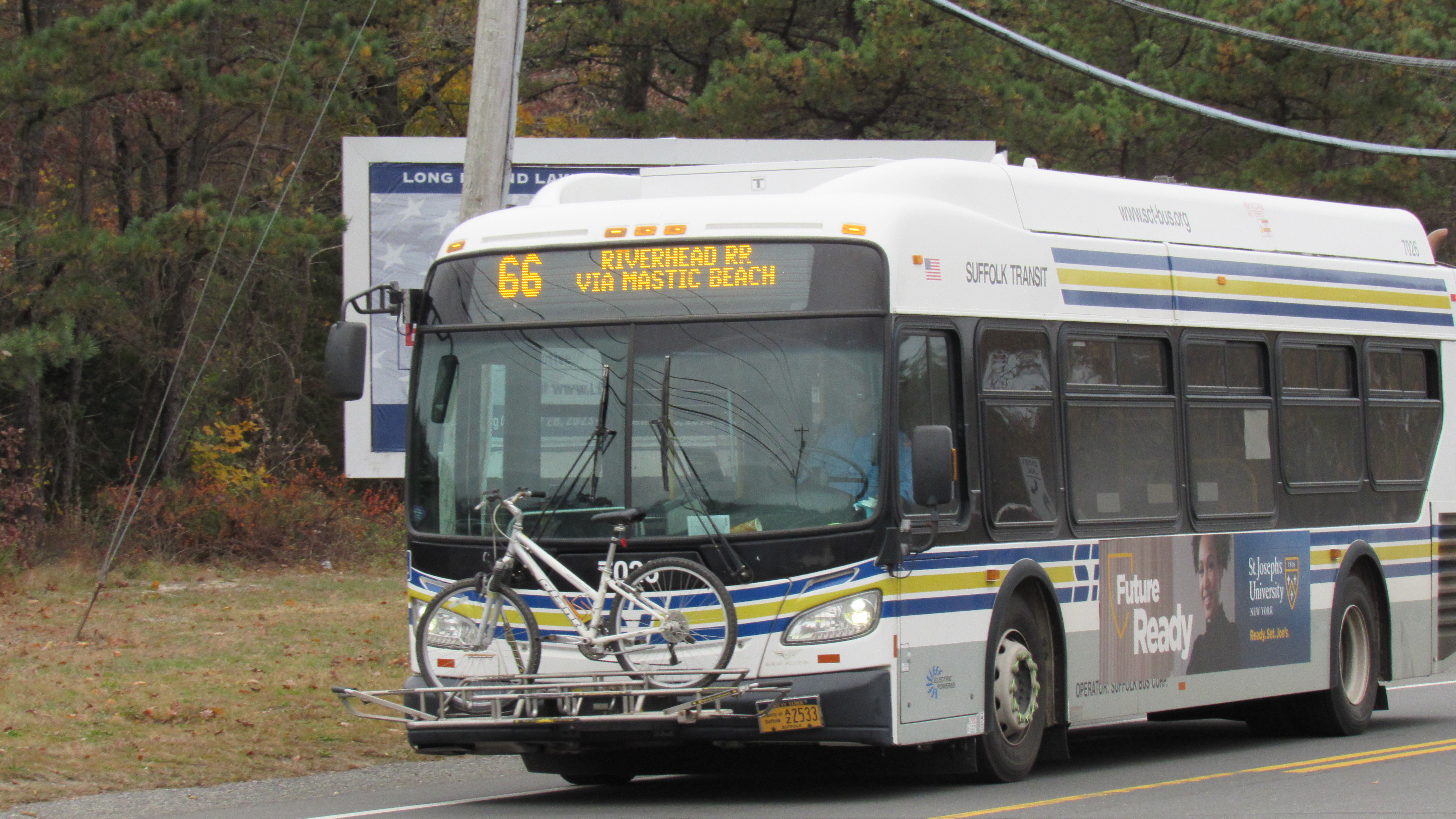
XDE35, Suffolk County Transit
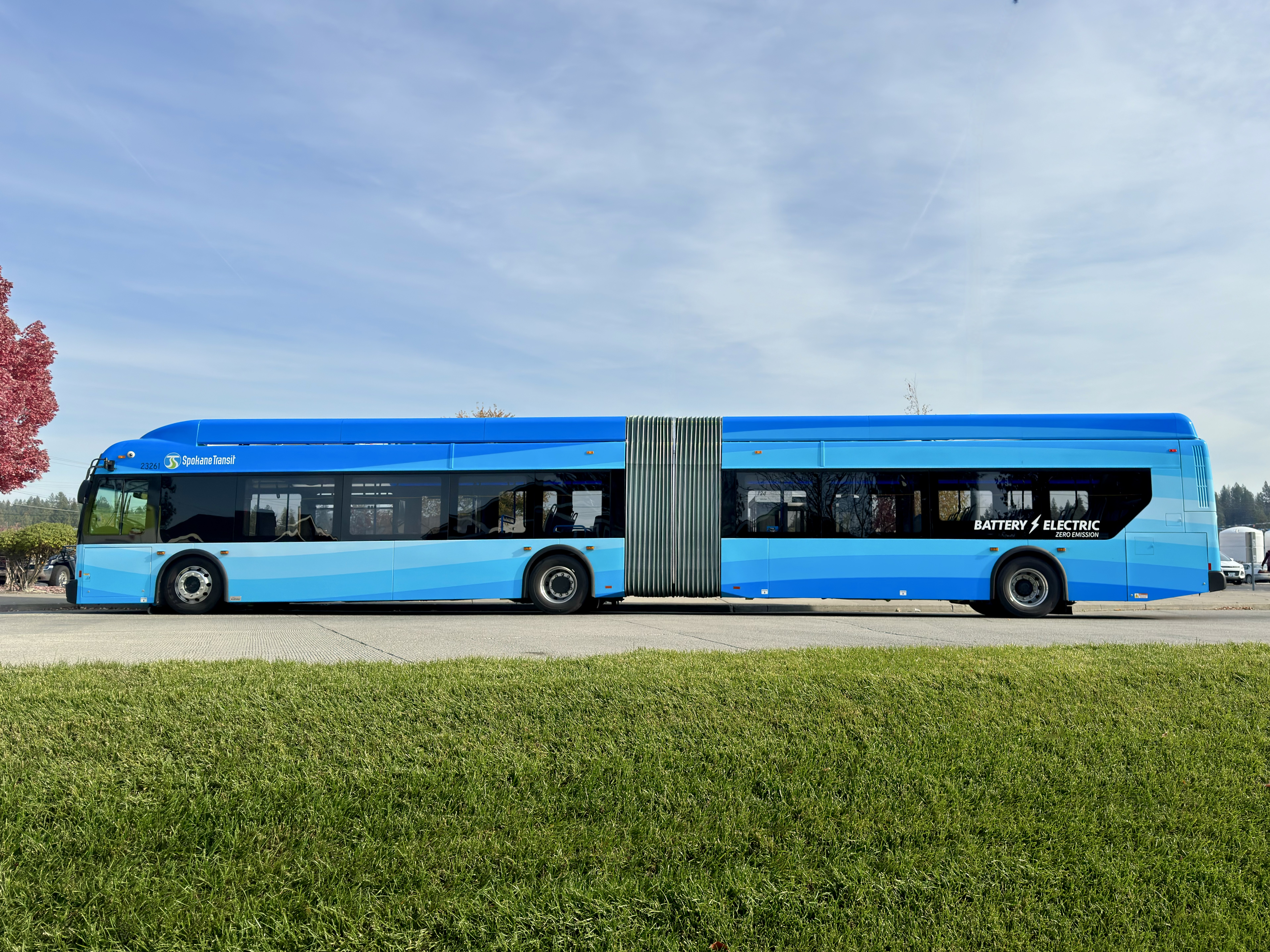
XE60, Spokane Transit
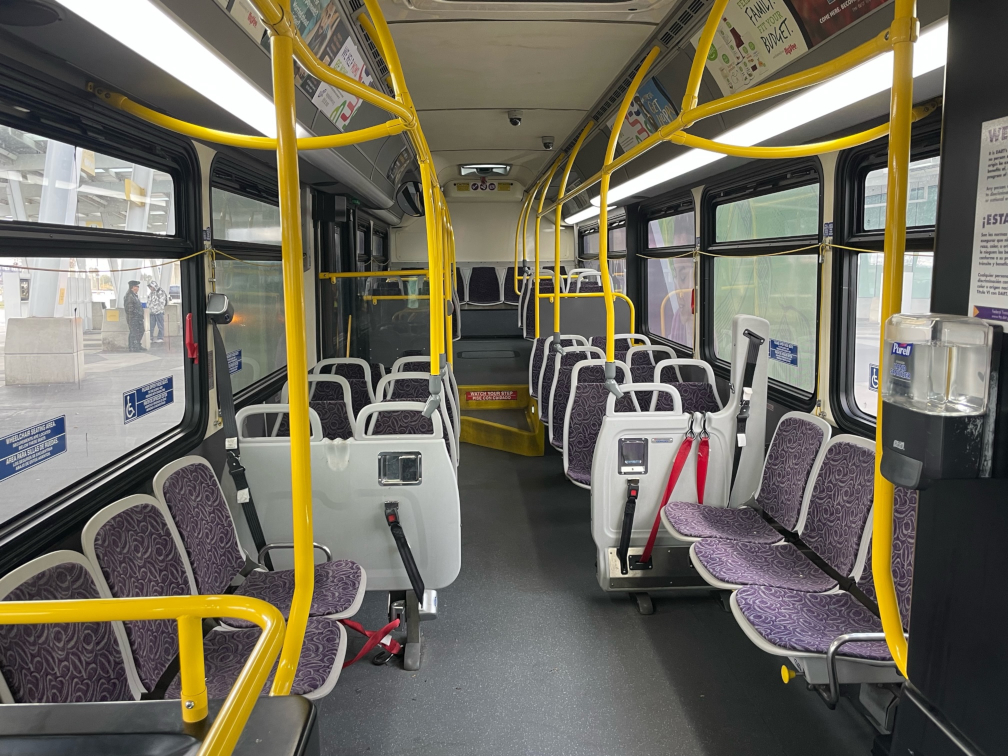
Интерьер XD40, DART
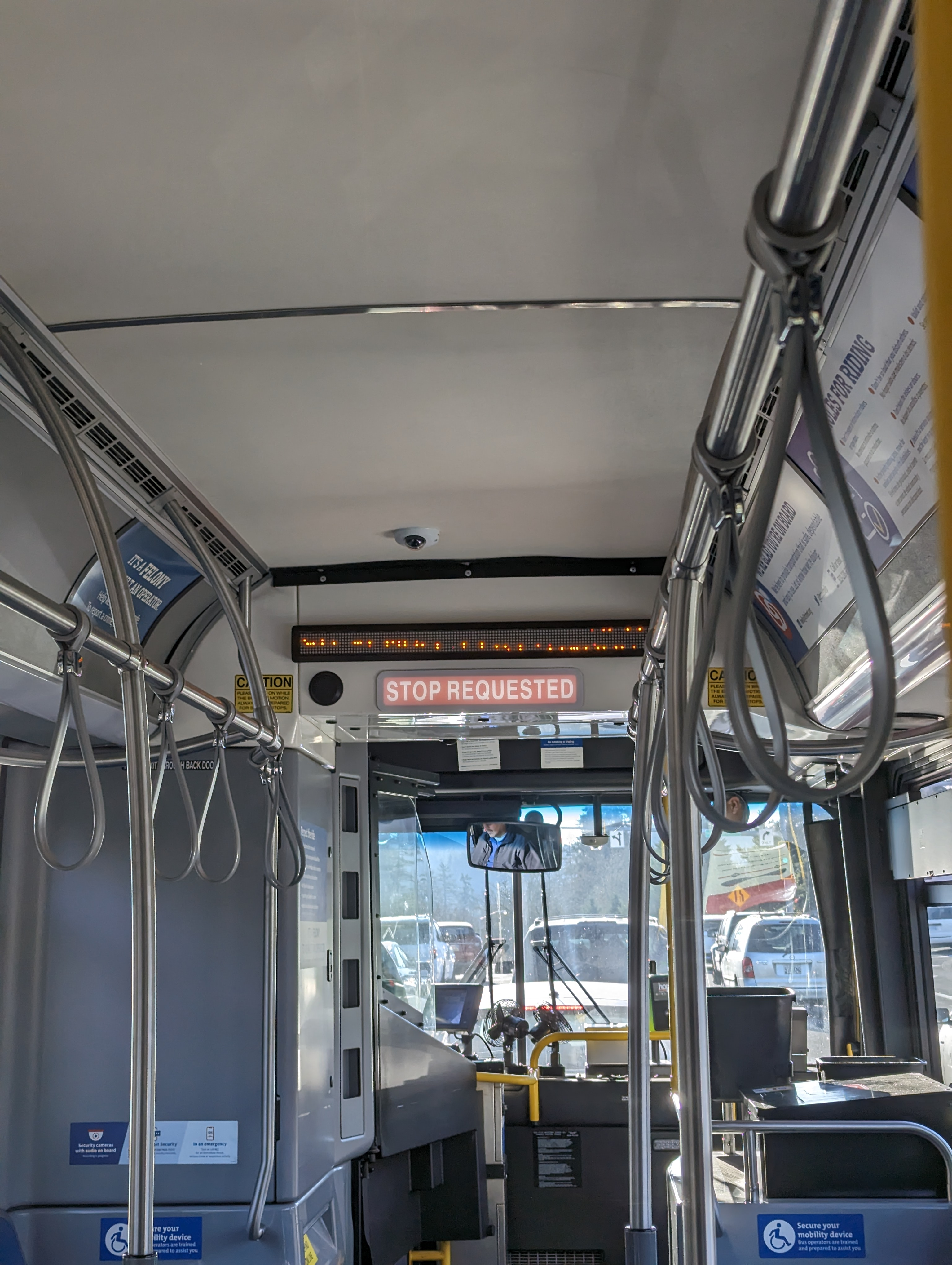
Интерьер XE40, TriMet

### Брошюры
- Xcelsior family overview
- Xcelsior AV
- Xcelsior CHARGE H2
- Xcelsior CHARGE NG
- Xcelsior Clean Diesel
- Xcelsior CNG
- Xcelsior Hybrid-Electric
- Xcelsior Trolley-Electric